# Evergrey
Evergrey — шведская прогрессив-метал-группа, созданная в 1995 году в городе Гётеборг. Последний выпущенный альбом группы - Theories Of Emptiness (2024).

## Тексты песен
Тексты песен Evergrey всегда были мрачны, и то же самое можно сказать о образности. Лирика альбома The Dark Discovery затрагивала много тем, многие из поздних альбомов были концептуальными альбомами, затрагивавшие такие темы как самоперерождение (Recreation Day), паранойя, похищение инопланетянами (In Search of Truth), деструктивные секты и религия (The Inner Circle).
Альбом Recreation Day затрагивает много тем, начиная от смерти и траура и заканчивая страхом и стыдом, причем все они создают единую картину самоперерождения. Эти идеи рассматриваются с многих точек зрения, например, самоубийцы («As I Lie Bleeding»), людей, переживших смерть близких людей («I’m Sorry», кавер хита поп-певицы Дильбы Дэмирбэг), и мертвые, смотрящие на свои непрощаемые грехи («Unforgivable»). «Unforgivable» также был анонсом к новому альбому (The Inner Circle), который затрагивает те же самые две темы, описанные в песне: религия и насилие над детьми.

## Недавние события
4 апреля 2006 года Evergrey издали свой шестой студийный альбом Monday Morning Apocalypse. Альбом был записан и спродюсирован Sanken Sandquist and Stefan Glauman, продюсерами Rammstein, Bon Jovi and Def Leppard. Том Эндглунд сказал о сотрудничестве: «Это большая честь для нас работать с такими замечательными продюсерами. Мы уверены, что им удастся заставить нас звучать лучше, чем когда-либо» Альбом дебютировал как #6 в Швеции.
На протяжении лета 2006 года, Evergrey сыграли на многих европейских фестивалях: Among others, Sweden Rock Festival, Download Festival, Arvika Festival, Masters of Rock, Storsjöyran и Sziget Festival. С 5 по 30 мая группа гастролировала в США с In Flames, Nevermore и Throwdown. 15 сентября они были хедлайнерами фестиваля Prog Power VII в Атланте.
24 октября 2006 года Evergrey начали новый европейский тур. На разогреве у них была шведская дет-метал-группа Avatar, и они побывали в Германии, Италии, Испании, Франции, Нидерландах, Бельгии, Великобритании, Дании и Швеции.
Evergrey издали альбом Torn в сентябре 2008 года, продолжая свою тематику безумия и отчаяния. Яри Кайнулайнен заменил предыдущего бас-гитариста в августе 2007 года, и принял участие в записи Torn.
8 мая 2008 года Evergrey подписали контракт с Steamhammer/SPV. Он включал издание нового альбома.
В мае 2010 года Йонас Экдал, Генрик Данхаге и Яри Кайнулайнен ушли из Evergrey по взаимному решению через возникшие проблемы в общении. Они решили расстаться, чтобы не разрушить свою долголетнюю дружбу. Вместо них в группе появились новые участники.
В 2014 году Йонас Экдал и Генрик Данхаге вновь возвращаются в состав группы.

## Состав
- Том С. Энглунд — вокал/соло и ритм-гитара
- Генрик Данхаге — соло-гитара
- Риккард Зандер — клавишные/бэк-вокал
- Йонас Экдал — ударные
- Йохан Ниманн — бас-гитара

### Приглашённые музыканты
- Киль Чельберг-Энглунд — женский вокал (1996- по настоящее время)
- Симфонический Оркестр Гётеборга — струнный квартет (2004—2005)
- Ртутный Хор (шведской Католической церкви) — хор (2003)

### Прежние участники
- Уилл Чандра (1996—1998) — клавишные
- Даниэл Нойд (1996—1999) — бас-гитара/вокал
- Дэн Бронелл (1996—2000) — гитара
- Патрик Карлссон (1996—2003) — ударные
- Свен Карлссон (1999—2001) — клавишные
- Кристиан Рен (2001—2002) — клавишные
- Микаэл Хоканссон (1999—2006) — бас-гитара
- Фредрик Ларссон — (2007) бас-гитара
- Хенрик Данхаге — (2000—2010) гитара/бэк-вокал
- Яри Кайнулайнен — (2007—2010) бас-гитара
- Йонас Экдал — (2003—2010) ударные

## Дискография
- The Dark Discovery (1998)
- Solitude, Dominance, Tragedy (1999)
- In Search of Truth (2001)
- Recreation Day (2003)
- The Inner Circle (2004)
- A Night to Remember (CD & DVD концерта в Гетенбурге) (2005)
- Monday Morning Apocalypse (2006)
- Torn (2008)
- Glorious Collision (2011)
- Hymns For The Broken (2014)
- The Storm Within (2016)
- The Atlantic (2019)
- Escape of the Phoenix (2021)
- A Heartless Portrait (The Orphean Testament) (2022)
- Theories of Emptiness (2024)